# Mário Pereira
Mario Pereira (Itajaí, 4 de abril de 1945) es un político brasileño.
Licenciado en Ingeniería Eléctrica por la Universidad Federal de Santa Catarina. En el campo de la política destacó por reorganizar y presidir el Movimiento Democrático Brasileño en Cascavel. Elegido diputado estatal en 1986, fue secretario de estado de la Administración de 1987 a 1990 y secretario de estado de Transportes de 1991 a 1994. Fue dirigente del PMDB del estado de Paraná de 1995 a 1998. Antes, había gobernado brevemente en el estado, como gobernador interino hasta la toma de posesión de Jaime Lerner.
| Predecesor: Roberto Requião | Gobernador del Estado de Paraná 1994 - 1995 | Sucesor: Jaime Lerner |

- Datos: Q5679560